# El Idrissia
El Idrissia (em árabe: الإدريسية) é uma cidade e comuna localizada na província de Djelfa, Argélia. Segundo o censo de 2008, a população total da cidade era de 32 900 habitantes.